# Current Anthropology
Current Anthropology ist eine 1957 von dem Anthropologen Sol Tax gegründete anthropologische Fachzeitschrift, die seit 1959 von der University of Chicago Press unter materieller Unterstützung der Wenner-Gren Foundation for Anthropological Research veröffentlicht wird. Ihr thematisches Kerngebiet reicht über den engeren Bereich der Anthropologie, die sich mit dem Menschen befasst, hinaus, denn auch die Primatenforschung ist thematisch eingeschlossen. Darüber hinaus werden auch ethnologische und ethnohistorische, aber auch archäologische und prähistorische, volkskundliche und linguistische Fragestellungen erörtert. 
Als Open-Access-Sektion im Sinne einer Brücke zwischen der Forschung im engeren Sinne und den angewandten Wissenschaften sowie der Alltagsgeschichte fungieren die Current Applications vom selben Herausgeber.